# Fain-lès-Moutiers
Fain-lès-Moutiers és un municipi francès, situat al departament de la Costa d'Or i a la regió de Borgonya - Franc Comtat. L'any 2007 tenia 208 habitants.

## Demografia

### Població
El 2007 la població de fet de Fain-lès-Moutiers era de 208 persones. Hi havia 75 famílies, de les quals 25 eren unipersonals (20 homes vivint sols i 5 dones vivint soles), 20 parelles sense fills i 30 parelles amb fills.
La població ha evolucionat segons el següent gràfic:
Habitants censats

### Habitatges
El 2007 hi havia 99 habitatges, 80 eren l'habitatge principal de la família, 12 eren segones residències i 7 estaven desocupats. 98 eren cases i 1 era un apartament. Dels 80 habitatges principals, 62 estaven ocupats pels seus propietaris, 12 estaven llogats i ocupats pels llogaters i 5 estaven cedits a títol gratuït; 4 tenien dues cambres, 22 en tenien tres, 20 en tenien quatre i 34 en tenien cinc o més. 45 habitatges disposaven pel capbaix d'una plaça de pàrquing. A 42 habitatges hi havia un automòbil i a 30 n'hi havia dos o més.

### Piràmide de població
La piràmide de població per edats i sexe el 2009 era:
| Homes | Edats   | Dones |
| ----- | ------- | ----- |
| 0     | 95 o +  | 0     |
| 0     | 90 a 94 | 0     |
| 0     | 85 a 89 | 0     |
| 4     | 80 a 84 | 4     |
| 0     | 75 a 79 | 12    |
| 8     | 70 a 74 | 4     |
| 4     | 65 a 69 | 8     |
| 4     | 60 a 64 | 4     |
| 4     | 55 a 59 | 4     |
| 8     | 50 a 54 | 4     |
| 0     | 45 a 49 | 0     |
| 0     | 40 a 44 | 0     |
| 8     | 35 a 39 | 8     |
| 4     | 30 a 34 | 0     |
| 8     | 25 a 29 | 8     |
| 0     | 20 a 24 | 0     |
| 0     | 15 a 19 | 4     |
| 4     | 10 a 14 | 4     |
| 8     | 5 a 9   | 0     |
| 4     | 0 a 4   | 8     |

## Economia
El 2007 la població en edat de treballar era de 113 persones, 84 eren actives i 29 eren inactives. De les 84 persones actives 75 estaven ocupades (40 homes i 35 dones) i 8 estaven aturades (2 homes i 6 dones). De les 29 persones inactives 2 estaven jubilades, 9 estaven estudiant i 18 estaven classificades com a «altres inactius».

### Ingressos
El 2009 a Fain-lès-Moutiers hi havia 67 unitats fiscals que integraven 161 persones, la mediana anual d'ingressos fiscals per persona era de 13.650 €.

### Activitats econòmiques
Dels 4 establiments que hi havia el 2007, 2 eren d'empreses de construcció, 1 d'una empresa de comerç i reparació d'automòbils i 1 d'una empresa classificada com a «altres activitats de serveis».
L'únic servei als particulars que hi havia el 2009 era un paleta.
L'any 2000 a Fain-lès-Moutiers hi havia 14 explotacions agrícoles que ocupaven un total de 927 hectàrees.

## Equipaments sanitaris i escolars
L'únic equipament sanitari que hi havia el 2009 era un centre de salut.

## Poblacions més properes
El següent diagrama mostra les poblacions més properes.